# Pagig
Pagig (Reto-Romaans: Pagiai; Italiaans (verouderd): Pagico) is een plaats en voormalige gemeente in het Zwitserse kanton Graubünden, en maakt deel uit van het district Plessur.
Pagig telt 63 inwoners.

## Geschiedenis
Op 1 januari 2008 fuseerde Pagig met Sankt Peter tot de gemeente St. Peter-Pagig die op 1 januari 2013 opging in de gemeente Arosa.